# McShane-Identität
In der Mathematik ist die McShane-Identität eine Aussage über die Längen kürzester Linien (geschlossener Geodäten) auf hyperbolischen Flächen.
Sie ist unter anderem bemerkenswert, weil sie nicht von der hyperbolischen Metrik abhängt (obwohl Flächen einen hoch-dimensionalen Modulraum hyperbolischer Metriken besitzen), sowie wegen der Anwendungen ihrer verschiedenen Verallgemeinerungen in der höheren Teichmüller-Theorie.

## McShane-Identität für hyperbolische Flächen

### Torus mit Loch
(McShane 1991): Für die einfachen geschlossenen Geodäten in einem hyperbolischen Torus mit Loch gilt die Identität
{\displaystyle \sum _{\gamma }{\frac {1}{1+e^{l(\gamma )}}}={\frac {1}{2}}},
wobei über alle geschlossenen einfachen Geodäten {\displaystyle \gamma } summiert wird und {\displaystyle l(\gamma )} die Länge der geschlossenen Geodäte bezeichnet.

### Beliebige hyperbolische Flächen

Eine Hose wird von 3 geschlossenen Kurven berandet.

(McShane 1998): Für eine hyperbolische Fläche mit einer Spitze gilt
{\displaystyle \sum _{\alpha ,\beta }{\frac {1}{1+e^{\frac {l(\alpha )+l(\beta )}{2}}}}={\frac {1}{2}}},
wobei über alle diejenigen Paare geschlossener einfacher Geodäten summiert wird, die gemeinsam mit der Spitze eine Hose beranden.

### Mirzakhanis Verallgemeinerung
Die folgende von Mirzakhani bewiesene Formel diente als Ausgangspunkt für ihre Berechnung des Weil-Petersson-Volumens der Modulräume hyperbolischer Metriken auf (berandeten) Flächen.
Für eine hyperbolische Fläche, deren Randkomponenten {\displaystyle \beta _{1},\beta _{2},\ldots ,\beta _{n}} geschlossene Geodäten der Längen {\displaystyle L_{1},L_{2},\ldots ,L_{n}} sind, gilt:
{\displaystyle \sum _{\{\gamma _{1},\gamma _{2}\}}{\mathfrak {D}}(L_{1},l(\gamma _{1}),l(\gamma _{2}))+\sum _{i=2}^{n}\sum _{\gamma }{\mathfrak {R}}(L_{1},L_{i},l(\gamma ))=L_{1}}.
Hierbei ist die erste Summe über alle ungeordneten Paare geschlossener einfacher Geodäten {\displaystyle \{\gamma _{1},\gamma _{2}\}}, die mit {\displaystyle \beta _{1}} eine Hose beranden, die zweite Summe ist über alle geschlossenen einfachen Geodäten  {\displaystyle \gamma }, die mit {\displaystyle \beta _{1},\beta _{i}} eine Hose beranden. Die Funktionen {\displaystyle {\mathfrak {D}},{\mathfrak {R}}\colon \mathbb {R} _{+}^{3}\to \mathbb {R} _{+}} werden durch die Geometrie der Hosen definiert, eine explizite Formel ist
{\displaystyle {\mathfrak {D}}(x,y,z)=2\log \left({\frac {e^{\frac {x}{2}}+e^{\frac {y+z}{2}}}{e^{\frac {-x}{2}}+e^{\frac {y+z}{2}}}}\right),{\mathfrak {R}}(x,y,z)=x-\log \left({\frac {\cosh({\frac {y}{2}})+\cosh({\frac {x+z}{2}})}{\cosh({\frac {y}{2}})+\cosh({\frac {x-z}{2}})}}\right).}

## Andere Lie-Gruppen
Für eine quasifuchssche hyperbolische 3-Mannigfaltigkeit {\displaystyle M} homotopieäquivalent zum Torus mit Loch (also eine quasifuchssche Darstellung {\displaystyle \rho \colon F_{2}\to SL(2,\mathbb {C} )} der freien Gruppe vom Rang 2) gilt ebenfalls die Identität
{\displaystyle \sum _{\gamma }{\frac {1}{1+e^{l(\gamma )}}}={\frac {1}{2}}},
wobei über alle geschlossenen einfachen Geodäten in {\displaystyle M=\rho (F_{2})\backslash \mathbb {H} ^{3}} summiert wird. (Bowditch 1997)
Andere Verallgemeinerungen der McShane-Identität existieren für eine Reihe weiterer Darstellungen von Flächengruppen in {\displaystyle SL(2,\mathbb {C} )}, zum Beispiel für quasifuchssche Darstellungen freier Gruppen (Akiyoshi-Miyachi-Sakuma), und auch für Hitchin-Darstellungen von Flächengruppen und freien Gruppen in {\displaystyle SL(n,\mathbb {R} )} (Labourie-McShane).